# IC 5144
IC 5144 ist eine linsenförmige Galaxie vom Hubble-Typ S0-a im Sternbild Pegasus nördlich des Himmelsäquators. Sie ist schätzungsweise 414 Millionen Lichtjahre von der Milchstraße entfernt.
Das Objekt wurde von Edward Emerson Barnard entdeckt.